# Battlefield 4
Battlefield 4 je FPS hra a dalším dílem ze série Battlefield od studia EA Digital Illusions CE. Hra přinese zbrusu nový engine s názvem Frostbite 3, jenž posune destrukci budov a grafickou propracovanost ještě dál, než jeho předchozí díl. Někým je chválen, ale většina kritiků vyčítá Frostbite 3 až moc bugů.
Hra byla vydána roku 2013 pro Microsoft Windows, PlayStation 3, Xbox 360, PlayStation 4 a Xbox One.

## Hratelnost
Novinkou je zde Levolution. Jde o to, že se na každé mapě odehraje jistá událost. Třeba na mapě Siege of Shanghai po zničení pilířů u mrakodrapu, mrakodrap spadne, a tak se z jeho trosek vytvoří cesta přes vodu.
Kooperace v Battlefield 4 není a hlavní roli v celé hře má multiplayer.

### Kampaň
V kampani lze hledat sběratelské zbraně, které mohou být použity v multiplayeru. Také jsou zde sběratelské dog tags (psí známky).

### Hratelné třídy
V multiplayeru si lze vybrat ze čtyř hratelných tříd. Každá se hodí na jiný typ boje a do jiného prostředí.
- Assault (Útočník) - je určen do první linie. Jako výbavu si můžete vybrat z velkého množství útočných pušek a speciálního vybavení (defibrilátor). Jako jediný může oživovat padlé spolubojovníky pomocí defibrilátoru.
- Engineer (Ženista) - je předurčen k likvidaci nepřátelské bojové techniky a ochraně přátelské techniky. Stejně jako v Battlefield 3 se jeho vybavení skládá z raketometu, protitankových min, sad na opravování poškozených vozidel a ženijního robota. Oproti Battlefield 3 používá samopaly místo karabin.
- Support (Podpora) - podporuje své spolubojovníky zejména potlačovací palbou a dodávkou munice. Třída funguje podobně jako v Battlefield 3, ale nyní je více univerzální. Může používát jak lehké kulomety, tak i brokovnice, karabiny, pušky a nový granátomet XM25.
- Recon (Průzkumník) – je odstřelovač. Jeho hlavní zbraní je odstřelovací puška. Může být vybaven také detektorem pohybu, výbušninami, laserovými zaměřovači apod.

### Výzbroj
V Battlefield 4 máte jak staré (BF3), tak i nově přidané zbraně.
Ve hře si můžete vybrati z velkého množství zbraní. Tyto zbraně jsou rozděleny do několika tříd: pistole, útočné pušky, zbraně osobní obrany, karabiny, lehké kulomety, odstřelovací pušky a brokovnice. Všechny tyto třídy, až na pistole, se nazývají primární zbraně (hlavní zbraně) a pistole sekundární zbraně (vedlejší zbraně). Dále jsou zde speciální zbraně, jako jsou raketomety, granátomety, těžké odstřelovací pušky apod.
Každá primární i sekundární zbraň má množství vylepšení (puškohledy, kolimátory, dvounožky, laserové zaměřovače, tlumiče …), ty se postupně odemykají po dosažení určitého počtu zabití s danou zbraní. Nové zbraně se odemykají po dosažení nových úrovní (zbraně pro všechny třídy) nebo po dosažení nové úrovně určité třídy (zbraně pouze pro tuto danou třídu).

### Bojová technika
Ve hře je také spousta vojenské techniky. Pro vojenskou techniku je možné odemykat nové vybavení (detektor pohybu, kouřové světlice, …). Vozidla jsou rozdělena do několika kategorií: lehká bojová vozidla, pěchotní bojová vozidlá, bojové tanky, protivzdušná vozidla, mobilní dělostřelectvo, bojové a průzkumné helikoptéry, stíhací letouny a bojové lodě.

### Multiplayer
Základní verze hry obsahuje mapy Siege of Shanghai, Paracel Storm, Zavod 311, Lancang Dam, Flood Zone, Rogue Transmission, Hainan Resort, Dawnbreaker, Operation Locker a Golmud Railway. Mezi herní módy patří Conquest, Domination, Rush, Team Deathmatch a Squad Deathmatch, přičemž byly do titulu přidány též dva nové režimy, Obliteration a Defuse.

## Zasazení a postavy
Tombstone Squad (hl. tým):
- Daniel Recker – je seržant, mariňák a hlavní charakter v singleplayeru. Po smrti Dunna vede tým Tombstone. Hrajete za něj celou hru.
- Clayton Pakowski – je seržant a mariňák pod přezdívkou Pac. Je členem týmu Tombstone a hraje ve většině misí.
- Kimble Graves – je štábní seržant a mariňák pod přezdívkou Irish. Je členem týmu Tombstone. Irish s vámi hraje bok po boku celou hru.
- Huang Shuyi – je čínská tajná agentka. Má za úkol chránit VIP osobu. Poprvé se objevuje v misi Shanghai.
- William Dunn † – byl štábní seržant a vůdce týmu Tombstone. V první misi (Baku) zemře v potápějícím se autě.
- Laszlo W. Kovic † – Je agent CIA. Objevuje se v Battlefield 3 a v Battlefield 4. Ve třetí misi (South China Sea) v BF4 umírá.

Hráč hraje za seržanta Daniela Reck Reckera. S ním začíná na misi v Ázerbájdžánu. Na konci této mise (Baku) zemře velitel Tombstonu William Dunn v potápějícím se autě. Přesto jsou hráč a zbylí členové týmu nasazeni do další mise. Tato mise (Shanghai) se nachází v Šanghaji. Úkolem je pomoct při evakuaci amerických VIP ze Šanghajského mrakodrapu s pomocí agenta CIA Laszla Kovice. Zde hráč potká čínskou tajnou agentku Huang Shuyi.

## Stahovatelný obsah
Celkem bylo vydáno pět placených datadisků přidávajících do základní hry nové mapy, zbraně či vozidla. Hráčům s prémiovým účtem byly zpřístupněny dva týdny před jejich oficiálním vydáním. Všech pět rozšíření je obsaženo v edici Battlefield 4 Premium Edition.
První datadisk byl představen 21. května 2023 pod názvem Battlefield 4: China Rising. Vyšel 3. prosince 2013 pro hráče s prémiovým účtem, přičemž pro předplatitele hlavní hry vyšel zcela zdarma. Pro všechny hráče byl datadisk oficiálně vydán 17. prosince 2013. Datadisk přidává do hry čtyři nové mapy (Silk Road, Altai Range, Dragon Pass a Guilin Peaks) odehrávající se na pevninské Čině, nová vozidla, vybavení a herní mód zvaný Air Superiority.
Zdarma vyšly celkem čtyři DLC. Dne 27. října 2015 bylo vydáno DLC Community Operations, jenž do titulu přidalo mapu Outbreak. Vytvořilo ji studio DICE LA ve spolupráci s hráčskou komunitou. Poslední rozšíření s názvem Legacy Operations vyšlo 15. prosince 2015 a přidalo do hry vylepšenou verzi mapy Dragon Valley z dílu Battlefield 2.

### Second Assault
- Druhý datadisk do hry Battlefield 4 s názvem Second Assault.
- Byl vydán 22. listopadu 2013 pro Xbox One a 18. února 2014 pro PC, Xbox 360, PS3 a PS4 – prémioví uživatelé.
- Byl vydán 4. března 2014 pro PC, Xbox 360, PS3 a PS4 – neprémioví uživatelé.
- Datadisk přidává 4 nové mapy (Caspian Border, Gulf of Oman, Operation Firestorm a Operation Métro), nové zbraně, nové vozy a herní režim Capture the Flag.

### Naval Strike
- Třetí datadisk do hry Battlefield 4 s názvem Naval Strike.
- Byl vydán 25. března 2014 pro Xbox 360, PS3 a PS4 a 27. března 2014 pro Xbox One a 31. března 2014 pro PC – prémioví uživatelé.
- Byl vydán 15. dubna 2014 pro PC, Xbox 360, Xbox One, PS3 a PS4 – neprémioví uživatelé.
- Datadisk přidává 4 nové čínské ostrovní mapy (Lost Islands, Nansha Strike, Operation Mortar a Wave Breaker), nové zbraně, nové vozy a herní režim Carrier Assault.

### Dragon's Teeth
- Čtvrtý datadisk do hry Battlefield 4 s názvem Dragon's Teeth.
- Tento datadisk zahrnuje platformy: PC, PS3, PS4, Xbox 360 a Xbox One.
- Byl vydán 15. července 2014 pro prémiové uživatele. 29. července 2014 pro neprémiové uživatele.
- Datadisk přidává 4 nové čínské mapy (Lumphini Garden, Pearl Market, Propaganda a Sunken Dragon), nové zbraně, nové vozy a herní režim Chain Link.

### Final Stand
- Pátý datadisk do hry Battlefield 4 s názvem Final Stand.
- Tento datadisk zahrnuje platformy: PC, PS3, PS4, Xbox 360 a Xbox One.
- Byl vydán 18. listopadu 2014 pro prémiové uživatele. 2. prosince 2014 pro neprémiové uživatele.
- Datadisk přidává 4 nové ruské mapy odehrávající se na Sibiř (Giants of Karelia, Hammerhead, Hangar 21 a Operation Whiteout), nové zbraně a nové vozy.

### Weapons Crate
- Šestý datadisk do hry Battlefield 4 s názvem Weapons Crate.
- Byl vydán 26. května 2015 pro PC, Xbox 360, Xbox One, PS3 a PS4.
- Datadisk přidává nový herní mód Gun Master a nové zbraně.

### Night Operations
- Sedmý datadisk do hry Battlefield 4 s názvem Night Operations.
- Byl vydán 1. září 2015 pro PC, Xbox 360, Xbox One, PS3 a PS4.
- Datadisk přidává noční verzi mapy Zavod 311 s názvem Zavod Graveyard Shift.